# Helga Meusinger
Helga Meusinger, später verehlichte Kaufmann, (* 3. Februar 1943) ist eine ehemalige Rennrodlerin der DDR. Sie startete für den Empor Ilmenau. Ihre größten Erfolge waren die Titel bei den Junioren-Europameisterschaften 1961 auf der Schatzalp-Bahn in Davos und 1962 in Bad Aussee. Bei nationalen Meisterschaften der DDR erreichte sie als beste Platzierung 1963 den Vize-Titel hinter Ortrun Enderlein.
Nach ihrer aktiven Rennrodelkarriere startete die Suhlerin im Veteranenbereich. Zwischen 1969 und 1994 gewann sie 15-mal das Veteranenrennen im Rennrodeln.